# アルブミン
アルブミン （Albumin）は一群のタンパク質に名づけられた総称で、卵白（albumen）を語源とし、卵白の構成タンパク質のうちの約65%を占める主成分タンパク質に対して命名され、さらにこれとよく似た生化学的性質を有するタンパク質の総称として採用されている。代表的なものに卵白を構成する卵アルブミン、脊椎動物の血液の血漿に含まれる血清アルブミン、乳汁に含まれる乳アルブミンがある。
血清アルブミンは一般的に肝臓で生成される。アルブミン濃度が低下している場合は、肝疾患、ネフローゼや栄養失調が疑われる。

## 血清アルブミン

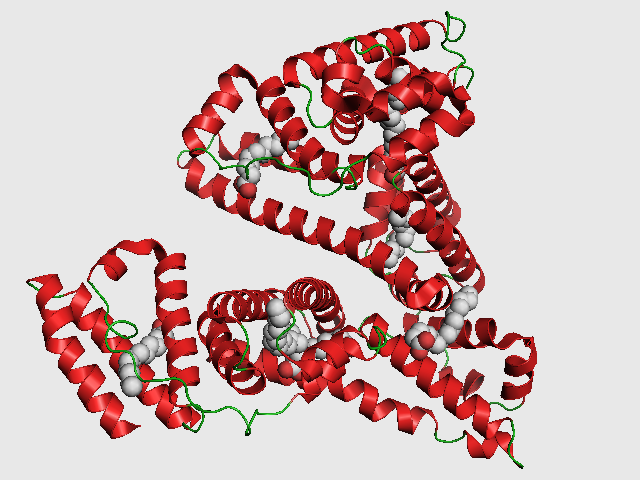
アルブミンの三次構造

血清中に多く存在するタンパク質の一つ。分子量約66,000。血清中には多くのタンパク質が存在するが、血清アルブミンはその約50～65%を占める。

### 機能
- 浸透圧の保持
アルブミンは他の血清タンパクに比べ分子量が小さく、量が多いため、血液の浸透圧調整の役割を担っている。
- 物質の保持・運搬
血漿に存在する脂肪酸やビリルビン、無機イオンあるいは酸性薬物などの外来物質を吸着する（一方血漿中の塩基性薬物は主としてα1-酸性糖タンパク質と結合する[1]）。低分子物質は、各種臓器に取り込まれて代謝・排泄されるが、アルブミンに結合した物質は臓器に取り込まれず、血中を循環することができる。薬剤の臓器移行性に大きな影響を及ぼす。ワルファリンやトルブタミドなどは特にアルブミンとの結合性が高く、これらと結合が競合するような薬剤を併用した場合、予想以上に組織中薬物濃度が上昇することが知られている。
- pH緩衝作用
- 各組織へのアミノ酸供給
- 抗酸化作用

### 臨床検査
肝臓で生合成される。このため、臨床検査では肝機能の指標とされ、Albという略号で表されることが多い。健常人の基準値は約3.8～5.3g/dL。アルブミン濃度が低下している場合は、肝疾患や栄養失調が疑われる。また、血清中の別の主要なタンパク質群であるグロブリン濃度との比、アルブミン／グロブリン比（A/G比）も重要な肝機能の臨床検査項目である。A/G比の基準範囲は1.2～2.0。（いずれも基準値は測定方法、施設により異なる。）

### ヒトアルブミン1分子中のアミノ酸組成
アラニン62 アルギニン24 アスパラギン17 アスパラギン酸36 システイン35 グルタミン20 グルタミン酸62 グリシン12 ヒスチジン16 イソロイシン8 ロイシン61 リジン59 メチオニン6 フェニルアラニン31 プロリン24 セリン24 トレオニン28 トリプトファン1 チロシン18 バリン41 計585

## 臨床応用
アルブミンは必須アミノ酸であるトリプトファン、メチオニン、イソロイシンに乏しく、アミノ酸補充にはアミノ酸製剤を用いるべきである。
現在ヒトアルブミンの薬剤としては、献血由来のものがある。遺伝子組換え製剤は2022年に販売中止となった。